# Brad Jones
Brad Jones (Perth, Australia, 19 de marzo de 1982) es un exfutbolista australiano que jugaba como portero.

## Carrera profesional

### Inicios
Nacido en Perth (Australia), de padres ingleses, Jones firmó por el SC Bayswater de la National Soccer League de Australia.

### Middlesbrough
Jones fue fichado más tarde por el Middlesbrough F. C., jugando en sus divisiones menores, y firmó un contrato como profesional en marzo de 1999, sin embargo fue habitual suplente de su compatriota Mark Schwarzer. Hizo su debut con el primer equipo en la Copa FA en la tercera ronda frente al Notts County en 2004 y más tarde en esa temporada ganó la Copa de la liga.
Él fue cedido a varios clubes en la temporada 2000-01 jugó dos partidos en el Shelbourne FC de la Airtricity League. Más tarde sería cedido al Stockport County y Blackpool FC. En la temporada 2005-06, jugando por Middlesbrough, Jones atajó el penal de Ruud van Nistelrooy del Manchester United, el partido acabó 0-0.
En agosto de 2006 fue cedido al Sheffield Wednesday por un periodo de tres meses. El 21 de octubre sus propios aficionados se volvieron hacia él y lo atacaron lanzándole monedas y otros proyectiles durante el partido contra el Queens Park Rangers.
Jones se convirtió por primera vez en el arquero titular del Middlesbrough FC tras la ida de su compatriota Mark Schwarzer al Fulham. Contrajo una lesión en el segundo partido de la temporada 2008-09 y posteriormente se perdería los dos próximos encuentros. Jones recuperó su titularidad en el equipo en enero de 2009. Otra lesión de la temporada anterior lo vio perderse el inicio de la temporada, pero recuperó su lugar y recibió 5 goles del West Bromwich Albion. Permaneció en el club el resto de la temporada aunque no consiguiera ganar el campeonato de segunda división.

### Liverpool
El 17 de agosto de 2010 Jones fue fichado por el Liverpool FC por £ 2,3 millones. Se le dio el dorsal 1 ya que el portero Diego Cavalieri dejó el club.

## Selección nacional
Fue internacional con la selección de fútbol de Australia, con la que jugó seis partidos internacionales.

### Participaciones internacionales
| Torneo             | Sede                                    | Resultado        |
| ------------------ | --------------------------------------- | ---------------- |
| Copa Asiática 2007 | Indonesia, Malasia, Vietnam y Tailandia | Cuartos de final |
| Copa Asiática 2011 | Catar                                   | Subcampeón       |

## Clubes
| Club                               | País           | Año       |
| ---------------------------------- | -------------- | --------- |
| Middlesbrough F. C.                | Inglaterra     | 2000-2010 |
| Shelbourne F. C. (cedido)          | Irlanda        | 2002      |
| Stockport County F. C. (cedido)    | Inglaterra     | 2002-2003 |
| Rotherham United F. C. (cedido)    | Inglaterra     | 2003      |
| Blackpool F. C. (cedido)           | Inglaterra     | 2003      |
| Blackpool F. C. (cedido)           | Inglaterra     | 2004-2005 |
| Sheffield Wednesday F. C. (cedido) | Inglaterra     | 2006      |
| Liverpool F. C.                    | Inglaterra     | 2010-2014 |
| Derby County F. C. (cedido)        | Inglaterra     | 2011      |
| Bradford City A. F. C.             | Inglaterra     | 2015      |
| NEC Nijmegen                       | Países Bajos   | 2016      |
| Feyenoord                          | Países Bajos   | 2016-2018 |
| Al-Nassr                           | Arabia Saudita | 2018-2021 |
| Perth Glory F. C.                  | Australia      | 2021-2023 |

## Palmarés

### Campeonatos nacionales
| Título                        | Club                | País           | Año  |
| ----------------------------- | ------------------- | -------------- | ---- |
| Copa de la Liga de Inglaterra | Middlesbrough F. C. | Inglaterra     | 2004 |
| Copa de la Liga de Inglaterra | Liverpool F. C.     | Inglaterra     | 2012 |
| Eredivisie                    | Feyenoord           | Países Bajos   | 2017 |
| Supercopa de los Países Bajos | Feyenoord           | Países Bajos   | 2017 |
| Copa de los Países Bajos      | Feyenoord           | Países Bajos   | 2018 |
| Liga Profesional Saudí        | Al-Nassr            | Arabia Saudita | 2019 |
| Supercopa de Arabia Saudita   | Al-Nassr            | Arabia Saudita | 2019 |
| Supercopa de Arabia Saudita   | Al-Nassr            | Arabia Saudita | 2020 |